# Centrale solare termodinamica Archimede

Specchi parabolici progetto Archimede

La centrale solare termodinamica Archimede è un impianto solare termodinamico, inaugurata il 15 luglio 2010 a Priolo Gargallo (SR), in Italia presso la Centrale Elettrica ENEL Archimede. Il nome del progetto deriva da Archimede che usò, secondo la tradizione, i famosi specchi ustori contro le navi romane durante l'assedio di Siracusa.
Il progetto è stato fortemente voluto dal premio Nobel Carlo Rubbia, che ha personalmente lavorato allo sviluppo della tecnologia del solare termodinamico, aprendo una centrale in Spagna, avendo incontrato troppe resistenze in Italia. Solo dopo molti anni il progetto è stato autorizzato e sviluppato concretamente in Italia.

Gli specchi convogliatori

## Caratteristiche
Si tratta di un impianto di piccole dimensioni, successivo alla centrale spagnola Andasol 1. Tuttavia, pur usando la stessa tecnologia a sali fusi, è il primo al mondo ad usarli come fluido termovettore a ciclo combinato, utilizzando insieme anche il gas; l'utilizzo di questi tipi di sali permetterà alla centrale di essere produttiva per molte ore anche senza l'irradiazione diretta del Sole.
La temperatura sviluppata nei tubi di concentrazione è di 550 °C e, attraverso uno scambio termico, si sviluppa del vapore, utilizzato da una turbina, a sua volta convertito in energia elettrica.
Una riproduzione del progetto Archimede in 3D era visitabile su Second Life nella Land del gruppo Enel, Enel Park.

### Ampiezza del campo
Il campo è composto da 30.000 m² di specchi per far convergere la luce solare su 5.400 metri di tubazioni, nelle quali scorre il fluido.

### Capacità
È stato stimato che la centrale sia capace di produrre circa 5 MW di potenza elettrica per soddisfare il bisogno di 4.000 famiglie. Si è calcolato che tale impianto permetterà il risparmio di 2.100 tonnellate di petrolio all'anno e una minore emissione di anidride carbonica per circa 3.250 tonnellate.